# Aalborg Venstreblad
Aalborg Venstreblad var en dansk avis der udkom fra 1911 til 1929. Politisk var den tilknyttet Det Radikale Venstre og var som sådan en del af firebladssystemet i Aalborg.
Gunnar Fog-Petersen var redaktør.
Marie Louise Deuvs udgav fortællinger i avisen.